# Utetheisa borbonula
Utetheisa borbonula är en fjärilsart som beskrevs av Guen. Utetheisa borbonula ingår i släktet Utetheisa och familjen björnspinnare. Inga underarter finns listade i Catalogue of Life.